# Интеркосмос-14
«Интеркосмос-14» (заводское обозначение ДС-У2-ИК-6) — советский космический аппарат, построенный и запущенный по программе международных научных исследований «Интеркосмос». «Интеркосмос-14» был построен на базе платформы ДС-У2, использовавшейся для создания исследовательских и прикладных космических аппаратов различного назначения.  «Интеркосмос-14» был запущен на орбиту с наклонением 74° для исследования ионосферных процессов как в низких широтах, так и в авроральной области, а также для исследования микрометеороидов в околоземном пространстве.

## Конструкция
Спутник «Интеркосмос-14» был построен на платформе ДС-У2, созданной в ОКБ-586 (впоследствии — «КБ Южное»). Спутник массой 312 кг представлял собой герметичный цилиндр c двумя полусферическими крышками. В средней цилиндрической части размещался радиотехнический комплекс, в состав которого входила система телеметрии, а также система терморегуляции и другие служебные системы. Снаружи центральной части монтировалась восьмигранная призма, на которой крепились панели солнечных батарей — восемь неподвижных и четыре раскрывающихся во время полёта. В задней части аппарата находилась система энергоснабжения с буферными серебряно-цинковыми аккумуляторами. В передней части располагалось научное оборудование, датчики и антенны которого были установлены снаружи аппарата на выносных штангах. В дополнение к базовым возможностям платформы ДС-У2 спутник «Интеркосмос-14» был оснащён системой ориентации по вектору напряжённости магнитного поля Земли.

## Полезная нагрузка
Научная аппаратура «Интеркосмоса-14» была разработана и создана научными учреждениями и организациями НРБ, ВНР, СССР и ЧССР. В её состав входили:
- анализаторы низких частот для регистрации поперечной и продольной компонент магнитного поля (СССР),
- низкочастотные приёмники и измерители импеданса электрического диполя для регистрации продольной и поперечной компонент электрического поля(СССР, ЧССР),
- датчик электрической компоненты особо низких частот для регистрации продольной и поперечной электрических компонент (СССР, ЧССР),
- передатчик «Маяк», работавший на четырёх частотах, для исследования интегральной концентрации электронов между спутником и наземными пунктами приёма (СССР, ЧССР),
- антенна двух магнитных компонент ОНЧ-поля для измерений магнитных компонент электромагнитного излучения (СССР),
- сферическая ионная ловушка для измерения концентрации ионов (НРБ, СССР),
- датчик электронной температуры для измерения температуры электронов и её анизотропии (ЧССР, СССР),
- анализатор микрометеороидов для регистрации микрометеороидных частиц (ВНР, СССР),
- телеметрическая система ТС-1 для запоминания и передачи информации в полосе частот от 0,05 до 20 кГц (ЧССР, СССР),

В состав волновой аппаратуры спутника входили спектроанализаторы, настроенные на частоты 140, 450, 800, 4650 и 15000 Гц и включенные в каналы, регистрирующие как магнитную, так и электрическую компоненты электромагнитного поля. Приём информации «Интеркосмоса-14» осуществлялся на наземных пунктах СССР, НРБ, ВНР, ГДР и ЧССР.

## Программа полёта
«Интеркосмос-14» был запущен 11 декабря 1975 года с космодрома Плесецк ракетой-носителем Космос-3М (11К65). Спутник выведен на околоземную орбиту с апогеем 1707 км, перигеем 345 км, наклонением 74° и периодом обращения 105,3 мин. В международном каталоге COSPAR спутник получил идентификатор 1975-115A.
Спутник «Интеркосмос-14» работал на орбите до 9 июля 1976 года. В ходе его полёта получены следующие научные результаты:
- собраны данные об электрической и магнитной составляющих низкочастотных электромагнитных излучений в ионосфере;
- исследовано распределение концентраций и температуры заряженных частиц;
- получены данные об интегральном содержании электронов в ионосферной плазме;
- исследованы вариации спектральных характеристик шумовых электромагнитных излучений в приземной плазме;
- обнаружена одновременная модуляция концентрации надтепловых электронов и их температуры с амплитудой КНЧ и ОНЧ-излучений;
- получены данные об ионном составе и концентрации плазмы;
- измерение концентрации электронов вдоль орбиты ИСЗ;
- исследованы состав и физические свойства микрометеороидов.

«Интеркосмос-14» вошёл в атмосферу Земли и прекратил своё существование 27 февраля 1983 года.

## Комментарии
1. ↑  Авроральная зона (авроральный овал) — область, занимаемая полярными сияниями, находится на высоте ~100-150 км. Окружает геомагнитный полюс, достигает геомагнитной широты ~78° на дневной стороне и ~68° на ночной стороне. С ростом геомагнитной возмущенности расширяется в более южные широты[1].